# Districtul Bayadha
Bayadha este un district din provincia El Oued, Algeria.